# تیکو جی
تیکو جی یک ستاره است که در صورت فلکی ذات‌الکرسی قرار دارد.